# Dobromil (stacja kolejowa)

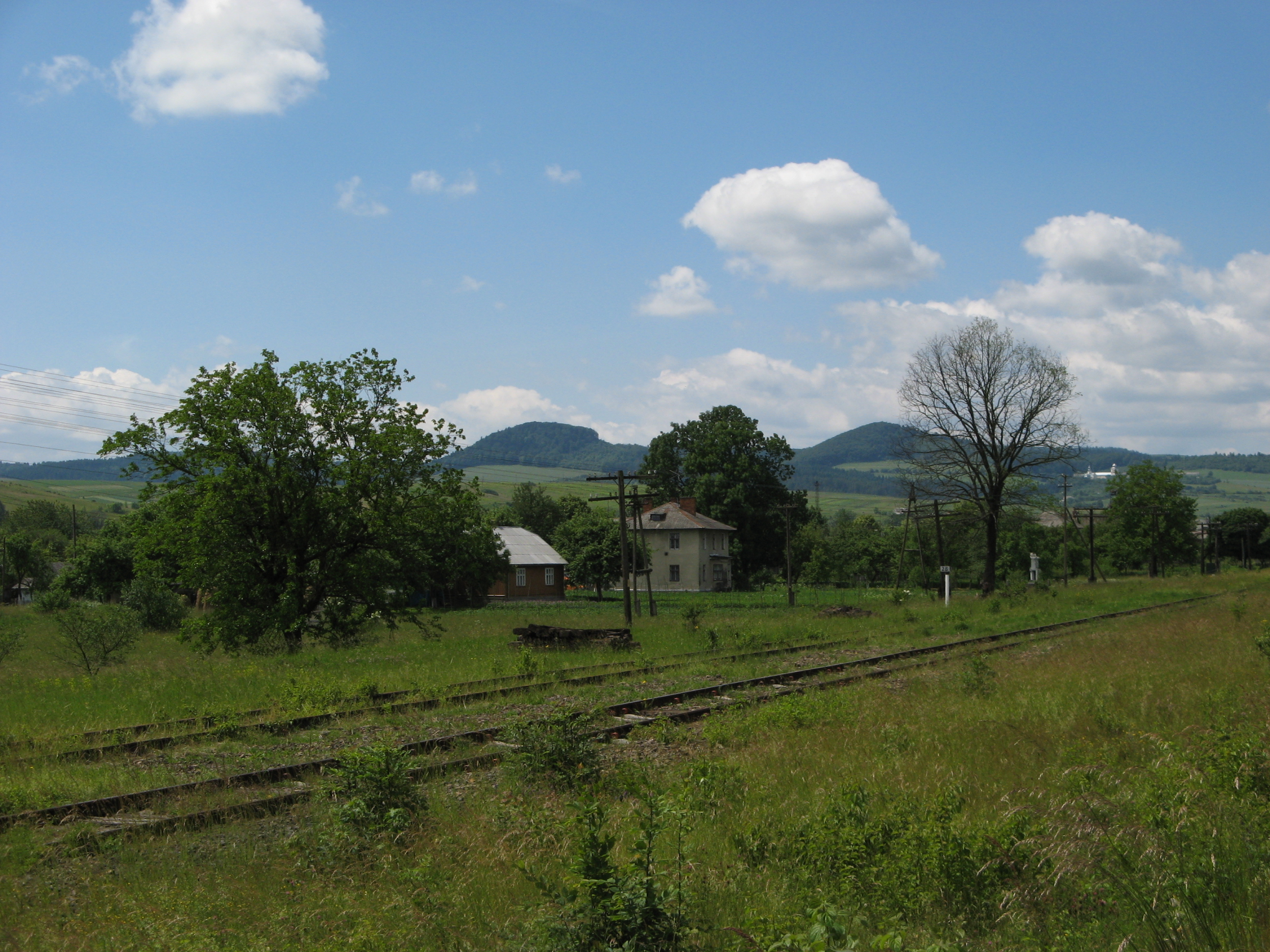
Dawna Pierwsza Węgiersko-Galicyjska Kolej Żelazna w Dobromilu

Dobromil – stacja kolejowa w Dobromilu w obwodzie lwowskim Ukrainy.
Znajduje się 27 km od stacji Przemyśl Główny. Do 1994 przez stacje przejeżdżały eksterytorialne pociągi z Przemyśla do Zagórza. Obecnie na stacji dwa razy dziennie zatrzymuje się pociąg relacji Niżankowice-Sambor.